# Asasp-Arros
Asasp-Arros település Franciaországban, Pyrénées-Atlantiques megyében. Lakosainak száma 492 fő (2022. január 1.). Asasp-Arros Agnos, Ance Féas, Aramits, Escot, Eysus, Gurmençon, Issor, Lurbe-Saint-Christau, Sarrance és Ance községekkel határos.

## Népesség
A település népességének változása:
| Lakosok száma | 489  | 483  | 481  | 461  | 455  | 449  | 445  | 469  | 492  |
|               | 2013 | 2015 | 2016 | 2017 | 2018 | 2019 | 2020 | 2021 | 2022 |